# Rosenau (Herrschaft)

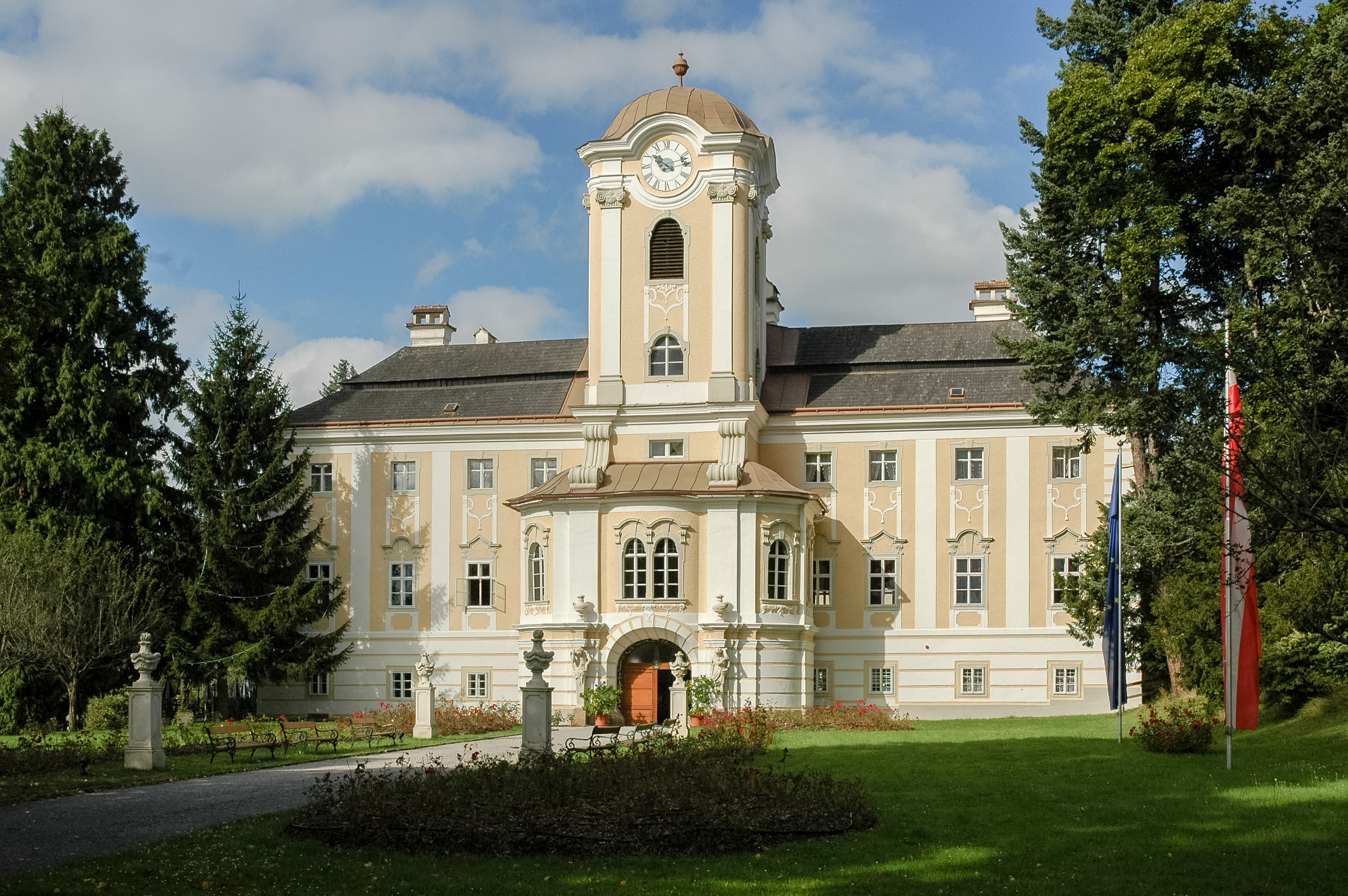
Schloss Rosenau, Sitz der Verwaltung

Die Herrschaft Rosenau war eine Grundherrschaft im Viertel ober dem Manhartsberg im Erzherzogtum Österreich unter der Enns, dem heutigen Niederösterreich.

## Ausdehnung
Die Herrschaft, der auch die Herrschaften Schickenhof, Rottenbach, Marbach am Walde und Oberamt angehörten, umfasste zuletzt die Ortsobrigkeit über das Schloss Rosenau, Gutenbrunn, Jahrings, Waldhams, Dorf Rosenau, Jagenbach, Neusiedl, Nieder-Neustift, Ober-Neustift, Josefsdorf, Haid, Schickenhof, Kleinmeinharts, Niederstrahlbach, Syrafeld, Rottenbach, Utissenbach, Merzenstein, Selbitz, Riebeis, Großgundholz, Lembach, Freitzenschlag, Plumau, Marbach, Annatsberg, Diethars, Schrofen, Preireichs, Wachtberg und Würnharts. Der Sitz der Verwaltung befand sich im Schloss Rosenau.

## Geschichte
Der letzter Inhaber der Allodialherrschaft war Andreas Freiherr von Stifft (1787–1861), der die Herrschaft nach den Reformen 1848/1849 auflöste.